# Le Fureteur

Le Fureteur est une rubrique rédactionnelle du Journal de Spirou, publiée dès le no 1 en 1938 et présente jusqu'au no 2368 du 1er septembre 1983.
Elle a porté différents titres :
- Le Fureteur vous dira (1938-1956)
- Le Fureteur (1952 ; 1957 ; 1959 ; 1963-1983)
- Le Fureteur répond à vos questions (1957)
- Le Fureteur vous parle de... (1957)
- Le Fureteur vous répond (1957 ; 1967)
- Questionnez… le Fureteur vous répondra (1959-1965)
- Le Fureteur répond à... (1966)

En 1957, plusieurs articles du Fureteur se retrouvent sabotées dans le journal par les gaffes de Gaston Lagaffe avant que celui-ci n'obtienne sa propre série.